# Vismarter
De vismarter of pekan (Pekania pennanti) is de grootste soort marter. De vismarter komt voor in de noordelijke naaldwouden van Noord-Amerika. Ondanks zijn naam eet de vismarter zelden vis. Wel is het een van de weinige zoogdieren die succesvol jacht maken op stekelvarkens. De naam is waarschijnlijk afgeleid van het Franse fichet, dat slaat op de pels van de bunzing. Mensen maken jacht op de vismarter voor zijn pels, die als zeer waardevol wordt beschouwd. Ondanks de jacht en de houtkap is de soort niet bedreigd.

## Afbeeldingen

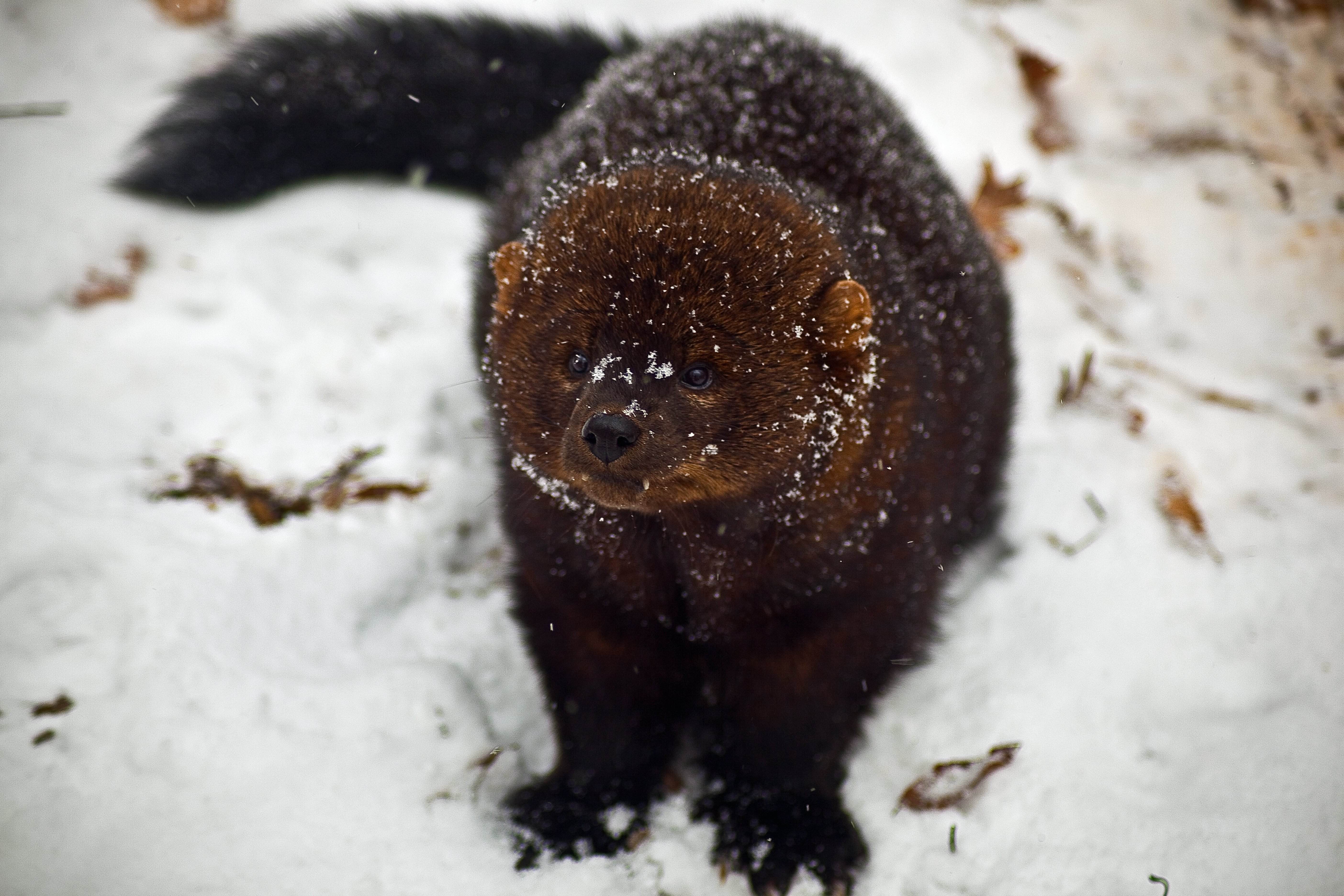
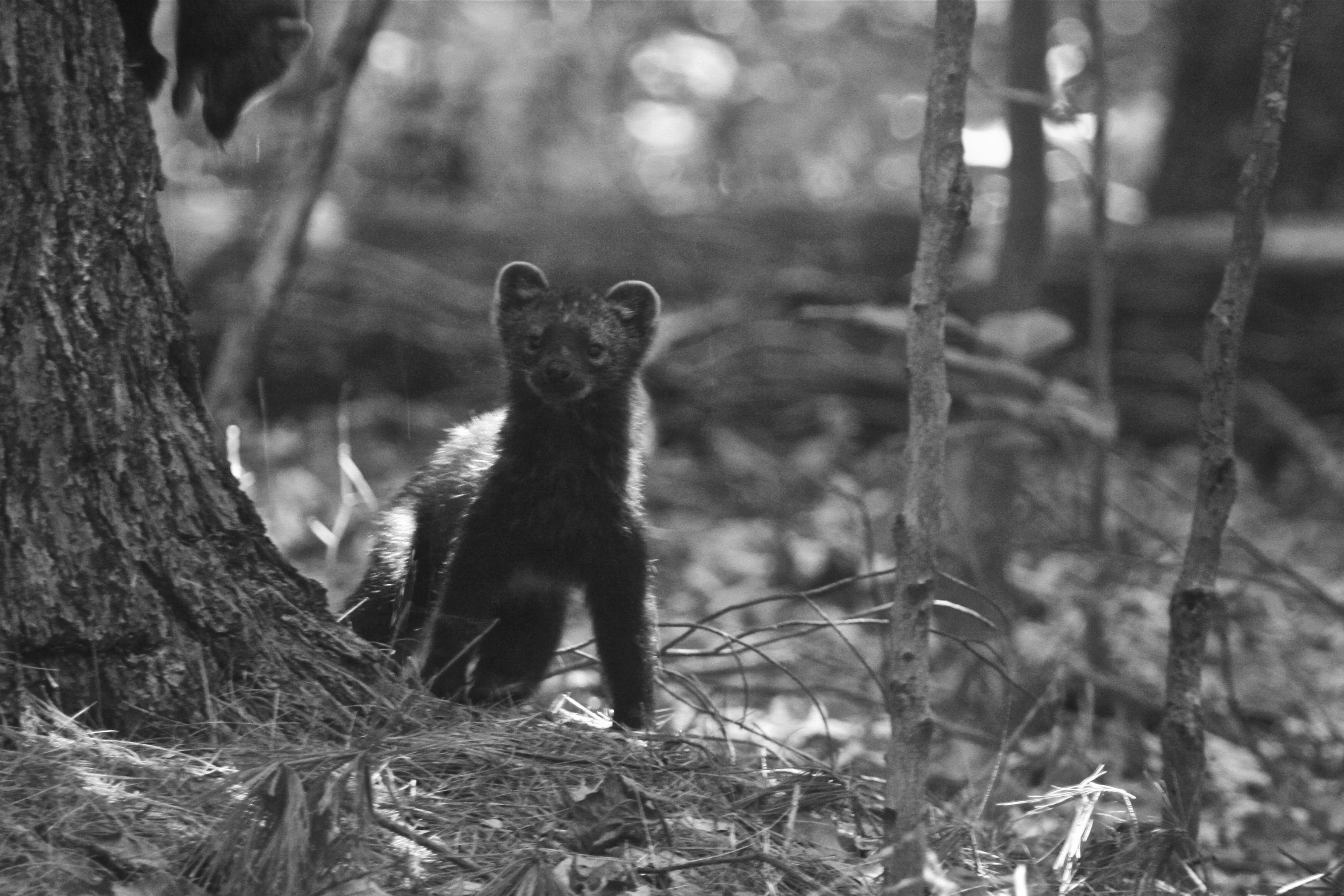
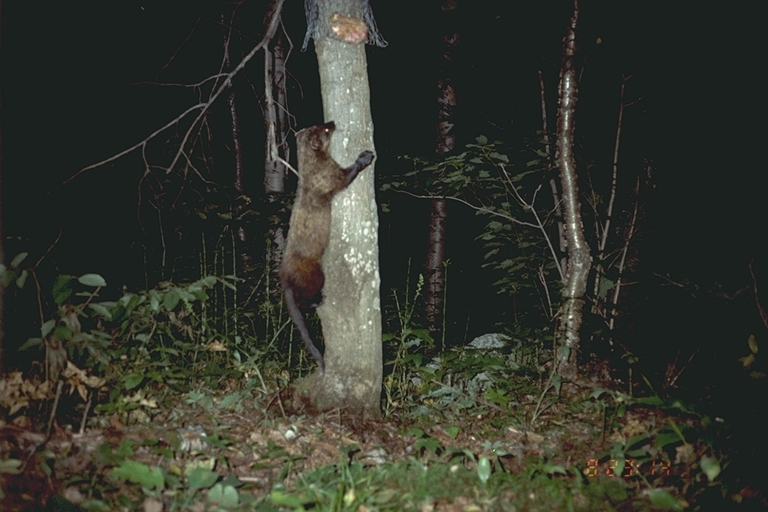

## Taxonomie
De Latijnse naam pennanti  eert Thomas Pennant, die de vismarter in 1771 beschreef.  Buffon had het schepsel voor het eerst beschreven in 1765 en noemde het een pekan. Pennant onderzocht hetzelfde exemplaar, maar noemde het een Fisher, niet op de hoogte van Buffons eerdere beschrijving. Andere 18e-eeuwse wetenschappers gaven het vergelijkbare namen, zoals  Schreber, die het  Mustela canadensis  noemde, en  Boddaert, die het noemden  Mustela melanorhyncha . De vismarter werd uiteindelijk in 1843 door Smith in het geslacht Martes geplaatst. In 2008 zorgde de vooruitgang in DNA-analyse voor een meer gedetailleerde studie van de evolutionaire geschiedenis van de vismarter. De vismarter en het geslacht Martes waren duidelijk afstammelingen van een gemeenschappelijke voorouder, maar de vismarter bleek onderscheidend genoeg om het in een eigen geslacht te plaatsen. Door Koepfli et. al. (2008) wordt dan ook voorgesteld om het geslacht Pekania te creëren en de vismarter opnieuw te classificeren als Pekania pennanti. Door de Mammal Diversity Database is dit voorstel overgenomen.

## Kenmerken
De vismarter heeft een lange, donkerbruine tot zwarte vacht. Op de kop en de hals wordt de donkere vacht afgewisseld met goud- of zilverkleurige haren. De lange pluimstaart en poten zijn geheel zwart. Op de borst kan een roomkleurige borstvlek zitten, die qua grootte per individu verschilt. De oren zijn vrij klein en rond. De soort wordt 47 tot 78 centimeter lang, met een 30 tot 42,2 centimeter lange staart. Hij weegt 1,4 tot 8,2 kilogram. Het mannetje wordt groter dan het vrouwtje.

## Leefwijze
De vismarter is een solitair nachtdier, dat soms ook overdag actief is. Overdag rust hij in een hol tussen de rotsen of in een boomstronk. Ook slaapt hij onder struiken. Het is een goede klimmer en zwemmer. Zijn woongebied beslaat tot wel 400 km².
De vismarter jaagt voornamelijk op de grond, maar ook in de bomen. Hij jaagt voornamelijk op middelgrote zoogdieren als Amerikaanse haas, oerzon, Canadese bever en Amerikaanse marter, aangevuld met muizen, eekhoorns, chipmunks, aas, bessen, vruchten en eieren. Vissen vormen slechts een klein deel van zijn dieet.
De vismarter is een van de weinige diersoorten die een oerzon, het Noord-Amerikaans boomstekelvarken, weet te doden. In gebieden waar deze dieren algemeen zijn, kunnen ze wel een kwart van het dieet beslaan. Dit is niet zonder risico: soms raakt de vismarter zozeer gewond door de stekels, dat hij aan zijn verwondingen bezwijkt. Omdat er op de kop van de oerzon geen stekels zitten, zal de vismarter zo veel mogelijk om de oerzon heen cirkelen en proberen in de kop te bijten, net zo lang totdat het stekelvarken in een shock verkeert. Als dit gebeurt, draait de marter het stekelvarken om, zodat hij bij de stekelloze buik komt. Het duurt minstens een half uur voordat de vismarter de oerzon heeft gedood. Het stekelvarken levert voldoende voedsel voor twee weken voor een vismarter.

## Voortplanting
De paartijd valt in maart en april. De paring kan een uur lang duren. De draagtijd duurt 11 tot 12 maanden. De vismarter kent een verlengde draagtijd, van de gehele draagtijd is het embryo 9 à 10 maanden lang niet in ontwikkeling. Er is geen ander zoogdier waarbij de draagtijd zo lang wordt verlengd. De één tot zeven jongen worden geboren in een grasnest, dat meestal hoog in grote, holle boom ligt, of soms tussen de rotsen. De jongen zijn blind bij de geboorte. Het mannetje helpt niet mee met de zorg voor de jongen. De zoogtijd duurt 6 à 7 weken. Na twee maanden verlaten ze voor het eerst het nest. Na een jaar zijn de jongen volwassen. Vrouwtjes paren meestal al in het eerste jaar.

## Verspreiding
De vismarter komt voor in dichte, volwassen naaldwouden en gemengde bossen van Noord-Amerika. De vismarter heeft een voorkeur voor bossen met een dicht bladerdak. Hij komt voornamelijk voor in de zuidelijke helft van Canada, het noorden van de Verenigde Staten, de Appalachen en de Rocky Mountains, zuidwaarts tot de Sierra Nevada.